# Station Remagen
Station Remagen is een spoorwegstation in de Duitse plaats Remagen.  Het station werd in 1858 geopend. Het station heeft 5 perronsporen. De sporen 1 en 2 worden gebruikt voor doorgaand verkeer naar Bonn en verder. De sporen 3 en 4 worden gebruikt voor doorgaand verkeer naar Koblenz en Ahrbrück. Spoor 5 wordt gebruikt door RB 39 Remagen - Dernau.
In het station stoppen de volgende regionale treinen:
| Serie      | Treinsoort                          | Route | Bijzonderheden  |
| ---------- | ----------------------------------- | --- | --------------- |
| RE 5 (RRX) | Regional-Express (National Express) | Wesel – Oberhausen Hbf – Duisburg Hbf – Düsseldorf Hbf – Köln Hbf – Bonn Hbf – Remagen – Andernach – Koblenz Hbf                                                                            | Rhein-Express   |
| RB 26      | Regionalbahn (Trans regio)          | Köln Messe/Deutz – Köln Hbf – Brühl – Bonn Hbf – Bonn-Bad Godesberg – Rolandseck – Remagen – Andernach – Koblenz Hbf – Boppard Hbf – Oberwesel – Bingen (Rhein) Hbf – Ingelheim – Mainz Hbf | MittelrheinBahn |
| RB 30      | Regionalbahn (DB Regio NRW)         | Bonn Hbf – Bonn-Bad Godesberg – Remagen – Ahrweiler – Dernau – Mayschoß – Altenahr – Ahrbrück                                                                                               | Rhein-Ahr-Bahn  |
| RB 39      | Regionalbahn (DB Regio NRW)         | Remagen – Dernau | Ahrtalbahn      |